# Lorenzo Lunadei
Lorenzo Lunadei, né le 12 juillet 1997 à Saint-Marin, est un footballeur international saint-marinais qui évolue au poste de milieu de terrain au San Giovanni.

## Biographie

### Carrière nationale
Le 22 février 2017, Lunadei réalise ses débuts avec l'équipe de Saint-Marin, contre Andorre (défaite 0-2).